# دينار فرنسي

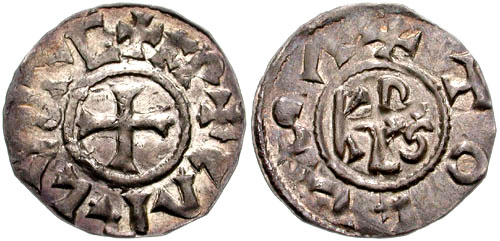
دينار شارلمان. 768–814م. 21 مم، 1.19 جرام، تولوز منت.

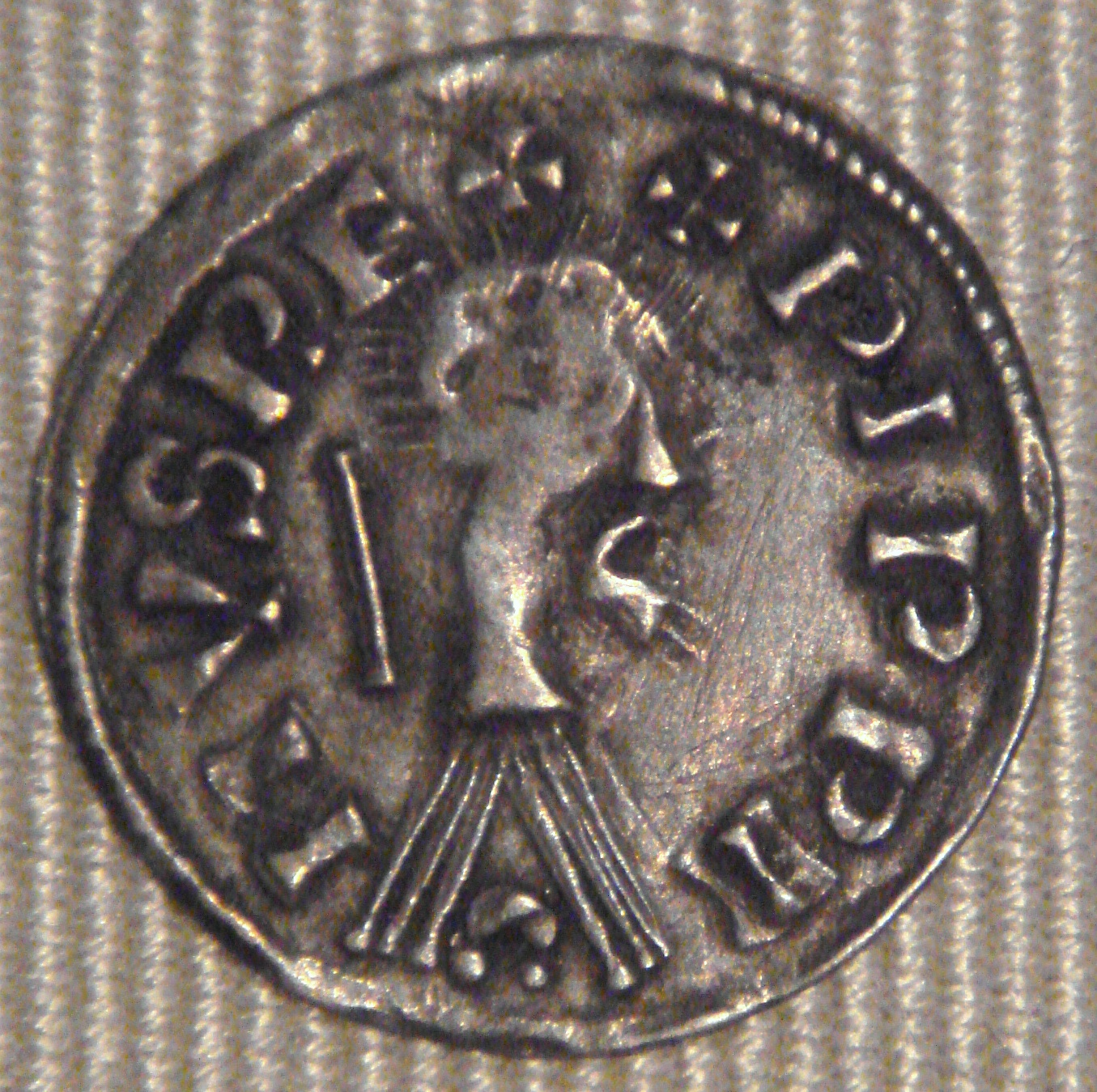
دينار بيبين الأول ملك آكيتاين 817–838.

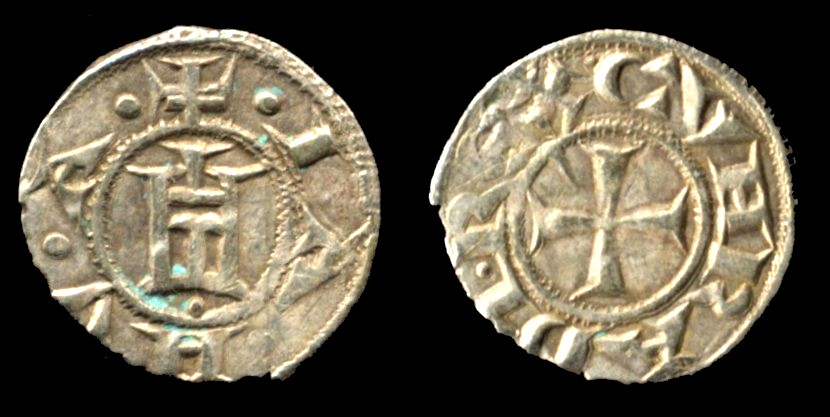
دينار جمهورية جنوة (1139–1339).

الدينار الفرنسي أو البنس كانت عملة من العصور الوسطى أخذت اسمها من العملة الفرنجية التي صدرت أول مرة في أواخر القرن السابع؛ في اللغة الإنجليزية يشار إليها أحيانًا باسم البنس الفضي. يمثل مظهرها نهاية العملات الذهبية، والتي كانت في بداية الحكم الفرنجي إما رومانية (بيزنطية) أو "شبه إمبراطورية" (صكها الفرنجة تقليدًا للعملات البيزنطية). منذ ذلك الحين، أصبحت الفضة هي الأساس للعملات الفرنجية. وقد سُكّ الدينار في فرنسا وقبرص وأجزاء من شبه الجزيرة الإيطالية طوال العصور الوسطى، في دول مثل بطريركية أكويليا ومملكة صقلية وجمهورية جنوة وجمهورية سيينا ومملكة قبرص ودولة الصليبيين مملكة القدس وغيرها.

## تاريخ

### عملة
حوالي عام م 755، وسط الإصلاحات الكارولنجية، قدم بيبين القصير نظامًا نقديًا جديدًا وقد عُدّل في النهاية بحيث أصبح 12 بنسًا. وفي وقت لاحق، أصبح ثلاثة دنانير تعادل شلنًا واحدًا. كان الدينار فقط عبارة عن عملة حقيقية؛ أما الباقي فكان عبارة عن أموال حسابية. لقد كان هذا النظام والدينار نفسه بمثابة النموذج للعديد من العملات الأوروبية، بما في ذلك الجنيه الإسترليني والليرة الإيطالية والدينار الإسباني والدينار البرتغالي.

### أسعار الفائدة
كان الدينار يستخدم مقياسًا افتراضيًا لأسعار الفائدة على القروض في ظل النظام القديم في فرنسا. وبالتالي، فإن معدل 4% (1/25) يمكن التعبير عنه بـ "25 دينارًا"؛ ومعدل 5% (1/20) يمكن التعبير عنه بـ "20 دينارًا"؛ وهكذا.